# Biblioteca municipal de Santander
La Biblioteca Municipal de Santander está ubicada en la capital de la comunidad autónoma de Cantabria (España).

## Historia
Su origen se remonta al año 1877, cuando el Ayuntamiento de Santander materializa la idea, acariciada desde tiempo atrás, de crear un centro para recreo y cultura del pueblo. Los primeros libros que ingresan son donaciones de particulares, quienes colaboran con las autoridades tan generosamente que, para finales del mismo año los volúmenes llegaban ya a la cifra de 1.669.
En 1944, a la jubilación de su director y por iniciativa de la Biblioteca y casa-museo de Menéndez Pelayo, se acordó por el Ayuntamiento y el Ministerio de Educación "la coordinación de ambas bibliotecas, sometidas a una dirección única". En el año 1960 conforme al acuerdo suscrito entre el Ayuntamiento de Santander y el Ministerio de Educación, la Biblioteca Pública es incorporada a la Biblioteca Municipal de Santander, trasladándose sus fondos y servicios a los locales de ésta. Ambas Bibliotecas funcionaron desde entonces al unísono, compartiendo dependencias, servicios, personal, etc.
Esta situación se mantuvo hasta el año 2009 en que la Biblioteca Central de Cantabria se traslada al edificio del antiguo Depósito General de Tabaco en Rama de Tabacalera, en una zona próxima al puerto de Santander. 